# Марсель-Ле-Гран-Карм
Марсе́ль-Ле-Гран-Карм (фр. Marseille-Les Grands-Carmes) — кантон во Франции, находится в регионе Прованс — Альпы — Лазурный Берег, департамент Буш-дю-Рон. Входит в состав округа Марсель.
Код INSEE кантона — 1316. В кантон Марсель-Ле-Гран-Карм входит часть коммуны Марсель.
Население кантона на 2008 год составляло 30 579 человек.

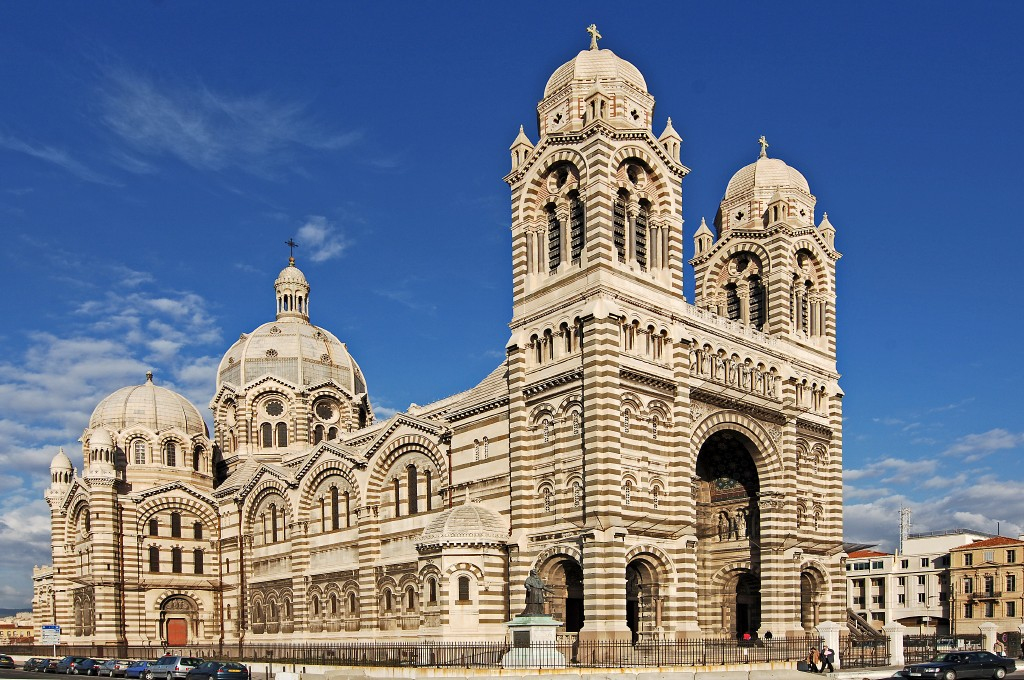
Собор Девы Марии
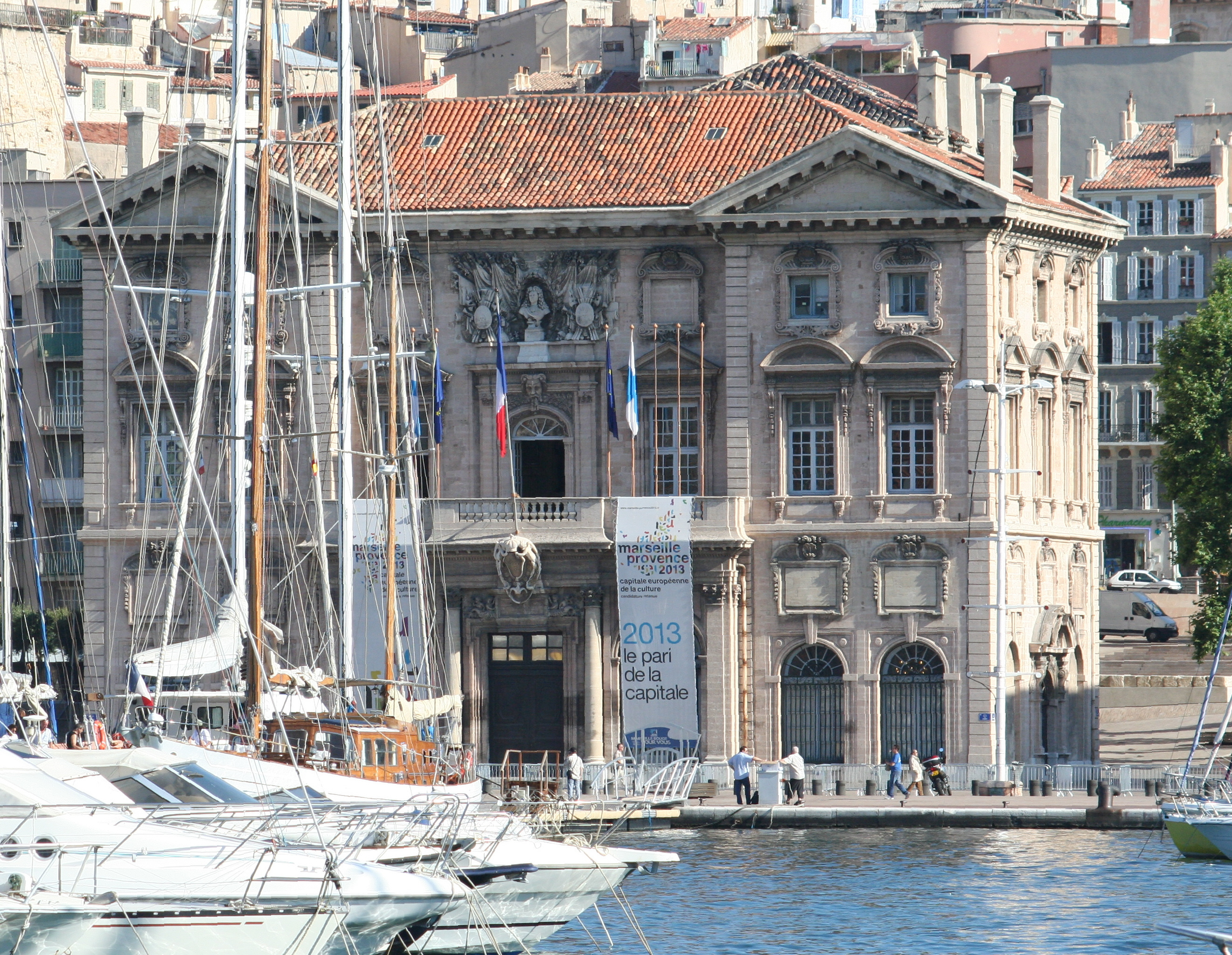
Отель